# زرغان
زرغان هي قرية في مقاطعة مرند، إيران. عدد سكان هذه القرية هو 801 في سنة 2006.